# Stuber
Stuber prt: Stuber; bra: Stuber: A Corrida Maluca) é um filme de comédia de ação estadunidense de 2019 escrito por Tripper Clancy e dirigido por Michael Dowse.

## Elenco
- Kumail Nanjiani como Stu Prasad, um motorista de Uber.
- Dave Bautista como Victor "Vic" Manning, pai de Nicole, parceiro de Sara, e um detetive grisalho do LAPD.
- Iko Uwais como Oka Tedjo, um implacável traficante de drogas e assassino de policiais.
- Natalie Morales como Nicole Manning, filha de Vic.
- Betty Gilpin como Becca, a melhor amiga e interesse amoroso de Stu.
- Jimmy Tatro como Richie Sandusky
- Mira Sorvino como Capitã Angie McHenry, chefe de Vic.
- Karen Gillan como Sara Morris, a falecida parceira de Vic.
- Steve Howey como Felix
- Amin Joseph como Leon
- Scott Lawrence como Dr. Branch
- Aaron Sheridan como Dr. Vans
- Rene Moran como Amo Cortez
- Julia Vasi como Sloane
- Melody Peng como Brooke
- Victoria Anastasi como Melanie
- Malachi Malik como Tariq
- Patricia French como Grandma Doris
- Jay D. Kacho como Detetive Kramer
- PLK's TMT Casanova Stroker como Pico the Dog[6]

## Lançamento
O filme estreou na South by Southwest em 13 de março de 2019, e foi lançado pela Walt Disney Studios Motion Pictures sob a supervisão da 20th Century Fox nos Estados Unidos a partir de 12 de julho de 2019. Nos cinemas portugueses, o filme foi lançado em 11 de julho. No Brasil, foi lançado diretamente em mídia doméstica em 13 de novembro.
O trailer foi lançado em 8 de abril de 2019.